# Прокш, Удо
Удо Рудольф Прокш (нем. Udo Rudolf Proksch, псевдоним Серж Кирххофер (Serge Kirchhofer); 29 мая 1934, Росток — 27 июня 2001, Грац) — австрийский предприниматель, дизайнер и преступник. Главный обвиняемый в мошенничестве и массовом убийстве по делу «Луконы» 1977 года. Осуждён в 1992 году, умер в заключении в грацской тюрьме Карлау.

## Биография
Удо Прокш родился в семье нацистов, остававшихся верными своим убеждениям и после Второй мировой войны. Прокш прослыл «анфан терибль» австрийского общества. Он считал себя аполитичным человеком, но заявлял, что ненавидит буржуазию, хотя вращался в высших кругах европейского общества.
Прокш учился в системе НАПОЛАС, в 1954—1958 годах — в Академии прикладного искусства на курсе архитектора Освальда Хердтля. Начиная с 1957 года работал дизайнером в компании Wilhelm Anger OHG, был известен под псевдонимом Серж Кирххофер и создал дизайн очков марок Serge Kirchhofer, Viennaline, Carrera и Porsche Design.
В 1969—1970 годах Прокш также прославился идеей вертикального захоронения в запаянных пластиковых трубах, чтобы тем самым дать импульс производителям пластмасс и решить проблему дефицита мест на кладбищах. В его «Обществе вертикальнозахороненных» состояли будущий мэр Вены Гельмут Цильк, издатель Ханс Диханд и первая супруга Прокша Эрика Плухар.
Другой проект Прокша — закрытая зона для настоящих мужских игр в войну, с боевым оружием и боеприпасами, чтобы мужчины могли ощутить жизнь во всей её полноте и реализовать, по убеждению Прокша, своё неистребимое желание убивать. Благодаря дружеским связям с министром обороны Карлом Лютгендорфом Прокшу удалось как-то даже пролететь над Веной в боевом самолёте.
Основанный Прокшем «Союз гражданских и военных» по разрешению министра неоднократно арендовал у вооружённых сил Австрии списанные самолёты и грузовые автомобили. Прокш на полигоне в тирольском Хохфильцене под надзором майора Ганса Эдельмайера несколько раз проводил тренировочные подрывы и получил доступ к взрывчатке из запасов австрийской армии.
В 1974 году Удо Прокш приобрёл знаменитое венское кафе «Демель». «Клуб 45» на первом этаже кафе «Демель» стал популярным местом встреч венского высшего общества.

### «Лукона»
В 1976 году Прокш зафрахтовал грузовое судно «Лукона» якобы для транспортировки оборудования для дробления урановой руды, которое он застраховал на 212 млн австрийских шиллингов. В результате взрыва на борту «Лукона» затонула в Индийском океане 23 января 1977 года. Шесть человек погибло, ещё шесть членов экипажа чудом спаслись. Страховая компания отказалась выплачивать страховое возмещение из-за подозрений о фиктивной декларации груза. Благодаря связям в высших политических кругах Прокш в течение длительного времени тормозил следствие. До его ареста по обвинению в страховом мошенничестве вместе с партнёром Гансом Петером Даймлером дело дошло только 15 февраля 1985 года, но уже 28 февраля оба вышли на свободу. Благодаря журналистскому расследованию Геральда Фрайхофнера и Ганса Преттеребнера, выпустивших в декабре 1987 года книгу «Дело „Луконы“», и после бегства Прокша от следствия в начале 1988 года в Австрии разразился «скандал века», приведший к отставке председателя Национального совета Леопольда Граца и министра внутренних дел Карла Блехи, допустивших снятие ареста с Прокша. Удо Прокш скрывался в Азии, в Маниле сделал пластическую операцию, колесил по Европе и в конечном итоге 2 октября 1989 года с документами на имя Альфреда Земрада был арестован в венском аэропорту.
Команда глубоководных водолазов с применением робототехники обнаружила обломки «Луконы» на морском дне, снимки места взрыва подтверждали версию обвинения. Выяснилось, что вместо горнодробильного оборудования «Лукона» везла единственную в своём роде и никогда не эксплуатировавшуюся установку для экструзионной обработки труб центрального отопления, произведённую компанией Cincinnati Milacron. Прокш знал о её существовании, поскольку некоторое время работал на производителя, и приобрёл её спустя годы по цене металлолома. После одного из самых долгих в истории Второй Австрийской Республики судебных процессов Удо Прокш в 1992 году был приговорён к пожизненному лишению свободы за убийство шестерых человек и покушение на убийство ещё шестерых человек. Он умер в заключении от последствий операции по пересадке сердца и был похоронен на Хайлигенштадтском кладбище в Вене.

## Личная жизнь
В 1962—1967 годах Прокш был женат на актрисе Бургтеатра Эрике Плухар. В этом браке родилась дочь Анна (1962—1999), умершая от приступа астмы. В 1967—1968 годах Прокш состоял в браке с правнучкой Рихарда Вагнера актрисой Дафной Вагнер, а с 1969 года — с Арианой Глац. В 1969 году Глац родила сына, которого усыновил Прокш. Этот ребёнок погиб в автокатастрофе в возрасте шести лет. От связи с Цецилией Райффершмидт-Краутхайм у Удо Прокша родились сын и дочь, помимо них есть ещё один внебрачный сын 1981 года рождения.